# Tipula trihastata
Tipula trihastata är en tvåvingeart som beskrevs av Alexander 1945. Tipula trihastata ingår i släktet Tipula och familjen storharkrankar.
Artens utbredningsområde är Peru. Inga underarter finns listade i Catalogue of Life.